# Beatogordius abbreviatus
Beatogordius abbreviatus är en tagelmaskart som först beskrevs av J.P. Villot 1874.  Beatogordius abbreviatus ingår i släktet Beatogordius och familjen Chordodidae. Inga underarter finns listade i Catalogue of Life.